# A piás vonat (Így jártam anyátokkal)
A piás vonat az Így jártam anyátokkal című televízió-sorozat hetedik évadának tizenhatodik epizódja. Eredetileg 2012. február 13-án vetítették, míg Magyarországon 2012. november 7-én.
Ebben az epizódban Lily és Marshall duplarandira hívják Robint és Kevint, akiknek a saját kapcsolatukról is beszélniük kell. Miközben az éjszakai vonaton próbálnak csajozni Teddel, Barney megismeri álmai nőjét.

## Cselekmény
Az epizód elején Lily eldicsekszik a bárban a többieknek azzal, milyen ügyesen rúg a még meg nem született fia. Ezután nem sokkal indulnak is haza, mert el akarják kerülni a "piás vonatot", azaz az utolsó vonatot Long Island-re mert az tele van részegekkel. Barney és Ted ennek ellenére ezt kihívásként értékelik, és úgy döntenek, ők azzal a vonattal fognak utazni, hiszen a részegeket könnyen fel lehet szedni. Marshall és Lily közben elhívják Kevint és Robint egy páros randira Vermontba Valentin-napon, és elmondják hogy egy egészséges párkapcsolat alapja, ha meghallgatják a másik fél véleményét. Kevin ezen felbátorodva meg is kéri Robin kezét, de ő erre meglepő módon csak annyit mond, hogy még át kell gondolnia. Másnap este Robin elmondja Marshallnak és Lilynek, hogy soha nem lehet gyereke. Ezt elmondja Kevinnek is, aki ennek tudatában másodszor is megkéri a kezét, amire Robin igent mond.
Később Kevin elmondja Robinnak, hogy már ki is nézte az esküvő időpontját. Elmondja azt is, hogy nem baj, hogy nem lehet gyereke, mert vannak más módjai is a gyerekvállalásnak. Ekkor Robin bevallja, hogy egyáltalán nem szeretne gyerekeket. Kevin még ennek ellenére is kitartóan azt mondja, hogy akkor is szeretne összeházasodni vele. Robin szerint viszont Kevin mindig is szeretett volna gyerekeket, és ha magához láncolná egy életre, akkor ezt az álmát végérvényesen tönkretenné – így szakítanak.
Barney és Ted kiértékelik a piás vonatos élményeiket és az előző estét, amikor Ted randija nem lett túl sikeres, míg Barney közelebbi kapcsolatba került egy Quinn nevű lánnyal. Két egész napig utaztak, de senkit nem sikerült felszedniük, és nem értik, hogy miért. Majd egyszerre megvilágosodnak: az a gond, hogy ők teljesen józanok voltak. A harmadik alkalommal már részegen szállnak fel., és sikerül is felszedniük két nőt, de Barney mindkettejüket passzolja. Ted rájön, hogy ez azért van, mert Barney csak Quinn-re tud gondolni, és Barney el is ismeri, hogy lefeküdtek egymással. Ted szerint Barney butaságot csinál, mert míg neki van értelme annak, hogy a vonaton próbál csajozni, addig Barney csak az idejét vesztegeti, és meg kellene találnia Quinn-t. Barney letagadja, hogy érezne valamit Quinn iránt, és hazaviszi az egyik részeg lányt. Aztán később eláll az egésztől és bevallja, hogy képtelen erre – nem azért, mert van barátnője, hanem mert lehet, hogy lesz.
Az epizód végén Robin a tetőn cigizik és sír. Amikor Ted megérkezik, elmond neki mindent. Úgy érezte, hogy készen állt valami komolyra, de Kevin nem volt képes a tudattal együtt élni, hogy nem akar gyerekeket. Szerinte senki nem is lenne képes, mire Ted azt mondja, hogy ő igen, és szereti őt. Később pedig kiderül az is, hogy Quinn igazából Karma néven sztriptíztáncos a Ledér Leopárd bárban, és nagyon jól ismeri Barneyt, de a figyelmén kívül nem akar semmi mást tőle.

## Kontinuitás
- Barney ismét azt állítja, hogy "óriás pénisz szindrómában" szenved, mint "A taktikai könyv" című epizódban.
- Marshall megemlíti, hogy Lily el akarja rángatni egy kísérleti színház darabjára. ("Cuccok")
- Karma nevét már megemlítették a "Selejtező" című epizódban, de kérdéses, hogy ugyanarról a személyről van-e szó.
- Barney elrontja híres frázisát, a "ferge – mostfigyelj – teges"-t.
- Barney másodszor találkozik álmai nőjével Valentin-napon. Az előző Nora volt "A kétségbeesés napja" című részben.
- Ted rájön, hogy igazából azt sem tudja, Barney hova járt egyetemre. Életének bizonyos elemei rejtélyesek a banda számára, például először "A világ legjobb párosa" című részbe járt valamelyikük a lakásán, az anyját és a kamu családját pedig "A Stinson család" című részben ismerték meg. A legnagyobb rejtély, hogy mi is Barney foglalkozása, továbbra is kérdés.

## Jövőbeli visszautalások
- Robin "A világítótorony" című részben mondja meg Barneynak, hogy nem lehet gyereke.
- Barney "A mágus kódexe" című epizódban eljegyzi Quinnt.
- Barney életének rejtett részeiről a "Szünet ki" című részben derül ki több.

## Érdekességek
- Amikor az előretekintésben Marshall és Lily azon vitáznak, hogy ki menjen ki éjjel megnézni a gyereket, látható, hogy a Long Island-i házban vannak. A későbbiekből azonban kiderül, hogy Marvin egyetlen percet sem töltött ott.
- Ted megemlíti a "Glee – Sztárok leszünk" című sorozatot. Neil Patrick Harris szerepelt az első évad egyik epizódjában, valamint a második évadban is, ez utóbbiban esernyős produkciót adott elő, mégpedig sárga esernyővel, amely utalás az "Így jártam anyátokkal"-ra.

## Vendégszereplők
- Becki Newton – Quinn
- Kal Penn – Kevin
- Melissa Soso – Jenni
- Guy Narduli – Vinny
- Nicole Zeloi – Lindsay
- Lindsey Morgan – Lauren
- Nicole Shabtai – Gina
- Johnny Giacalone – Ronnie
- Rachel Bloom – Wanda
- Kim Hildago – Randi
- Brandi Burkhardt – Candice

## Zene
- The Head and the Heart – Rivers and Roads